# Mr. Queen
Mr. Queen (hangul: 철인왕후; hanja: 哲仁王后; rr: Cheorinwanghoo; lit. Queen Cheorin) é uma telenovela sul-coreana de sageuk (ou histórica) comédia e fantasia baseada na telenovela chinesa Go Princess Go e sua adaptação para websérie estrelada por Shin Hye-sun, Kim Jung-hyun, Seol In-ah e Yoo Min-kyu. Criada pelo Studio Dragon, a série retrata Bong-hwan, um homem da Idade Contemporânea que ficou preso no corpo da rainha Kim So-yong na Dinastia Joseon. Estreou na tvN em 12 de dezembro de 2020, indo ao ar em todo sábado e domingo às 21:00 (KST).

## Sinopse
Na Idade Contemporânea, Jang Bong-hwan trabalha como chef na Casa Azul presidencial. Ele tem um espírito livre, mas o mesmo de alguma forma encontra seu caminho para o corpo da Rainha Kim So-yong (Shin Hye-sun) no Dinastia Joseon. King Cheol-jong (Kim Jung-hyun) é uma pessoa gentil e fácil de lidar, mas também tem um lado oposto. A rainha Sunwon (Bae Jong-ok), esposa do falecido Rei Sunjo detém o verdadeiro poder no país e relegou o Rei Cheoljong a uma figura de proa. Kim Jwa-geun (Kim Tae-woo) é o irmão mais jovem e ambicioso da Rainha Sunwon.

## Elenco

### Principais
- Shin Hye-sun como a Rainha Kim So-yong/Jang Bong-hwan

Ela é a Rainha da Dinastia Joseon que tem a alma de um homem em seu corpo.
- Kim Jung-hyun como Rei Cheoljong

Ele é o Rei da Dinastia Joseon, com uma personalidade "Jekyll e Hyde" e tem muitos segredos. Ele parece uma figura de proa, que é gentil e tranquilo. Na verdade, ele esconde seus aspectos fortes.

### Recorrentes

#### Pessoas ao redor de Kim So-yong
- Cha Chung-hwa como a primeira dama Choi
- Chae Seo-eun como Hong Yeon

#### Pessoas ao redor de Cheoljong
- Yoo Min-kyu como Yeongpyeong-gun[5]
- Lee Jae-won como Byeolgam Hong

#### Povoado de Andong Kim
- Bae Jong-ok como Rainha Sunwon
- Kim Tae-woo como Kim Jwa-geun
- Na In-woo as Kim Byeong-in
- Jeon Bae-soo como Kim Moon-geun
- Yoo Young-jae como Kim Hwan[6]

#### Povoado de Pungyang Jo
- Seol In-ah como Jo Hwa-jin[7]
- Jo Yeon-hee como Rainha Shinjeong

#### Pessoas no dia moderno da Casa Azul
- Choi Jin-hyuk as Jang Bong-hwan
- Lee Cheol-min como Diretor Han

#### Pessoas na Cozinha Real
- Kim In-kwon como Man-bok

### Outros
- Oh Ah-yeon como Jo Hwa-jin
- Son Min-hyung como the Yeonguijeong
- Kim Ju-young como Oh Wol
- Son So-mang como a Assistente de tribunal Lady Kang
- Lee Tae-gum como Eunuch Kim
- Kim Kwang-shik como o Ministro dos Interiores
- Yoon Gi-won como um físico real

### Aparições especiais
- Choi Jin-hyuk como Jang Bong-hwan[8]

## Produção
Em março de 2020, Shin Hye-sun foi confirmado para o drama. Já em junho do mesmo ano, Kim Jung-hyun, Bae Jong-ok, Kim Tae-woo se juntaram a Shin Hye-sun para atuarem na série. Em julho, Seol In-ah e Yoo Young-jae  também se juntaram ao elenco.
Em Outubro de 2020, os primeiros roteiros foram lidos. As primeiras fotos das filmagens da série foram lançadas em 16 de novembro de 2020.
A série reune os atores Kim Jung-hyun e Seol In-ah, que já atuaram junto anteriormente em School 2017.
Também marca a segunda colaboração de Shin Hye-sun com os atores Bae Jong-ok e Kim In-kwon, com quem ela atuou no filme Innocence e o drama Angel's Last Mission: Love, respectivamente.

## Trilha sonora

### Parte 1
| Lançado em 13 de dezembro de 2020 |                                                       |                |         |  |
| N.º                               | Título                                                | Artista        | Duração |  |
| 1.                                | "Bong Hwan A" (Chorus: Kang Seung-ho, Chun Woo-kyung) | Norazo         | 2:37    |  |
| 2.                                | "Bong Hwan A" (Inst.)                                 |                | 2:37    |  |
| Duração total:                    | Duração total:                                        | Duração total: | 5:14    |  |

### Parte 2
| Lançado em 27 de dezembro de 2020 |                                  |                |         |  |
| N.º                               | Título                           | Artista        | Duração |  |
| 1.                                | "Like A Star" (마음이 별이 되어) | Jang Han-byul  | 4:08    |  |
| 2.                                | "Like A Star" (inst.)            |                | 4:08    |  |
| Duração total:                    | Duração total:                   | Duração total: | 8:16    |  |

### Parte 3
| Lançado em 3 de janeiro de 2021 |                     |                           |         |  |
| N.º                             | Título              | Artist                    | Duração |  |
| 1.                              | "Here I Am"         | Jo Hyun-ah (Urban Zakapa) | 3:58    |  |
| 2.                              | "Here I Am" (inst.) |                           | 3:58    |  |
| Duração total:                  | Duração total:      | Duração total:            | 7:56    |  |

### Parte 4
| Lançado em 9 de janeiro de 2021 |                  |                              |         |  |
| N.º                             | Título           | Artista                      | Duração |  |
| 1.                              | "Puzzle"         | Soyou Park Woo-jin ( AB6IX ) | 3:00    |  |
| 2.                              | "Puzzle" (inst.) |                              | 3:00    |  |
| Duração total:                  | Duração total:   | Duração total:               | 6:00    |  |

### Parte 5
| Lançado em 16 de janeiro de 2021 |                      |                |         |  |
| N.º                              | Título               | Artista        | Duração |  |
| 1.                               | "Keep Going"         | DinDin         | 3:55    |  |
| 2.                               | "Keep Going" (inst.) |                | 3:55    |  |
| Duração total:                   | Duração total:       | Duração total: | 7:50    |  |

### Parte 6
| Lançado em 17 de janeiro de 2021 |                                               |                |         |  |
| N.º                              | Título                                        | Artista        | Duração |  |
| 1.                               | "The Great Recipe" (철인시대 (위대한 레시피)) | sEODo          | 3:49    |  |
| 2.                               | "The Great Recipe" (inst.)                    |                | 3:49    |  |
| Duração total:                   | Duração total:                                | Duração total: | 7:38    |  |

### Parte 7
| Lançado em 31 de janeiro de 2021 |                                               |                |         |  |
| N.º                              | Título                                        | Artista        | Duração |  |
| 1.                               | "To My One and Only You" (나의 유일한 너에게) | Xiumin (EXO)   | 4:31    |  |
| 2.                               | "To My One and Only You" (inst.)              |                | 4:31    |  |
| Duração total:                   | Duração total:                                | Duração total: | 9:02    |  |

### Parte 8
| Lançado em 7 de fevereiro de 2021 |                             |                |         |  |
| N.º                               | Título                      | Artista        | Duração |  |
| 1.                                | "Like A Star" (별들 중에서) | Onestar        | 4:25    |  |
| 2.                                | "Like A Star" (inst.)       |                | 4:25    |  |
| Duração total:                    | Duração total:              | Duração total: | 8:50    |  |

### Parte 9
| Lançado em 13 de fevereiro de 2021 |                               |                |         |  |
| N.º                                | Título                        | Artista        | Duração |  |
| 1.                                 | "Venus (feat. Kwon Hyun-bin)" | Moon Jong-up   | 3:16    |  |
| 2.                                 | "Venus" (inst.)               |                | 3:16    |  |
| Duração total:                     | Duração total:                | Duração total: | 6:32    |  |

## Recepção

### Resposta crítica
Greg Wheeler, escrevendo para o The Review Geek, opina que o programa gera risos, mas não é tão engraçado quanto programas semelhantes anteriores. Wheeler sente que, apesar disso, Mr. Queen é uma boa opção cômica cheia de diversão. Concluindo a crítica, ele diz: "Um drama de troca de corpo divertido e vibrante que parece destinado a continuar a entregar um drama decente nos próximos episódios."

### Controvérsias
Após sua exibição, uma polêmica surgiu no episódio 2, quando a série se referiu ao tesouro nacional da Coréia, o Veritable Records da Dinastia Joseon, como um "tablóide". Isso gerou indignação entre os telespectadores e cerca de 700 pessoas apresentaram queixas à Comissão de Padrões de Comunicações da Coreia. A série também foi criticada porque o autor do drama chinês original fez comentários negativos sobre a Coreia em seu outro trabalho. Os produtores divulgaram um comunicado esclarecendo sua posição e se desculpando pelas polêmicas, acrescentando que não tinham conhecimento dos comentários negativos feitos pelo romancista.

### Audiência (em milhões)
Uma audiência de 8,0% foi registrada em todo o país para o primeiro episódio da série, tornando-o a segunda maior classificação de estréia de qualquer drama de fim de semana da tvN e a terceira maior classificação de estreia da emissora depois de Mr. Sunshine e Encounter.

A série é atualmente a sétima série com a maior audiência na televisão por assinatura.
| Temporada | Temporada | Número do episódio | Número do episódio | Número do episódio | Número do episódio | Número do episódio | Número do episódio | Número do episódio | Número do episódio | Número do episódio | Número do episódio | Número do episódio | Número do episódio | Número do episódio | Número do episódio | Número do episódio | Número do episódio | Número do episódio | Número do episódio | Número do episódio | Número do episódio | Média |
| Temporada | Temporada | 1                  | 2                  | 3                  | 4                  | 5                  | 6                  | 7                  | 8                  | 9                  | 10                 | 11                 | 12                 | 13                 | 14                 | 15                 | 16                 | 17                 | 18                 | 19                 | 20                 | Média |
| --------- | --------- | ------------------ | ------------------ | ------------------ | ------------------ | ------------------ | ------------------ | ------------------ | ------------------ | ------------------ | ------------------ | ------------------ | ------------------ | ------------------ | ------------------ | ------------------ | ------------------ | ------------------ | ------------------ | ------------------ | ------------------ | ----- |
|           | 1         | 1.901              | 2.337              | 2.276              | 2.801              | 2.939              | 2.981              | 3.281              | 3.240              | 3.195              | 3.359              | 3.234              | 3.625              | 3.518              | 3.595              | 3.898              | 4.094              | 3.731              | 3.968              | 3.912              | 4.749              | 3.332 |

| Ep. | Transmissão Original    | Média de audiência (AGB Nielsen) | Média de audiência (AGB Nielsen) |
| Ep. | Transmissão Original    | Mundialmente                     | Seul                             |
| --- | ----------------------- | -------------------------------- | -------------------------------- |
| 1 | 12 de dezembro de 2020  | 8.030%                           | 8.657%                           |
| 2 | 13 de dezembro de 2020  | 8.800%                           | 9.527%                           |
| 3 | 19 de dezembro de 2020  | 9.022%                           | 9.709%                           |
| 4 | 20 de dezembro de 2020  | 10.447%                          | 11.414%                          |
| 5 | 26 de dezembro de 2020  | 11.337%                          | 11.953%                          |
| 6 | 27 de dezembro de 2020  | 11.805%                          | 12.549%                          |
| 7 | 2 de janeiro de 2021    | 12.414%                          | 13.250%                          |
| 8 | 3 de janeiro de 2021    | 12.271%                          | 12.953%                          |
| 9 | 9 de janeiro de 2021    | 12.066%                          | 13.014                           |
| 10 | 10 de janeiro de 2021   | 12.836%                          | 14.014%                          |
| 11 | 16 de janeiro de 2021   | 12.517%                          | 13.354%                          |
| 12 | 17 de janeiro de 2021   | 13.224%                          | 14.252%                          |
| 13 | 23 de janeiro de 2021   | 12.797%                          | 13.809%                          |
| 14 | 24 de janeiro de 2021   | 13.623%                          | 15.061%                          |
| 15 | 30 de janeiro de 2021   | 14.534%                          | 15.933%                          |
| 16 | 31 de janeiro de 2021   | 14.946%                          | 15.872%                          |
| 17 | 6 de fevereiro de 2021  | 14.510%                          | 15.682%                          |
| 18 | 7 de fevereiro de 2021  | 14.844%                          | 15.496%                          |
| 19 | 13 de fevereiro de 2021 | 14.227%                          | 15.132%                          |
| 20 | 14 de fevereiro de 2021 | 17.371%                          | 18.554%                          |
| Média | Média                   | 12.581%                          | 13.509%                          |
| - Os números azuis representam as médias mais baixas, enquanto os números vermelhos representam as mais altas - Este drama é transmitido por um canal de televisão por assinatura, que normalmente tem um público relativamente menor em comparação com as emissoras de televisão abertas (KBS, SBS, MBC e EBS). |                         |                                  |                                  |